# Deaky Amp
A Deacy Amp egy erősítő, amely alkotójáról, John Deaconról, a Queen együttes basszusgitárosáról kapta a nevét. Deacon zenei karrierje előtt elektromérnöknek tanult, és kifejezetten Brian May számára készítette az eszközt. Egy 9 voltos elem hajtotta meg a mindössze egywattos, tranzisztoros erősítőt. May a Red Special gitárjával és egy Treble Booster pedállal használta együtt. 2011-ben limitált példányszámban kerültek kereskedelmi forgalomba az erősítőről készített replikák.